# Binèfar
Binèfar és un municipi de la província d'Osca (Aragó) situat a la comarca de la Llitera. És, juntament amb Tamarit de Llitera, el cap de comarca. Es troba comunicat amb la ciutat de Montsó (Cinca Mitjà) i Almacelles (Segrià) per la carretera nacional 240 (N-240) i l'autovia A-22, la qual cosa fa que sigui un lloc de pas per a tothom que vulgui anar des d'Osca cap a Lleida i la resta de Catalunya.

## Geografia
El nom primitiu de Binèfar és Avinefar, documentat en 1092; també ens consten els noms Abinèfar, Avenàfar, Benàfar o Binàfar; i que és reconegut així pel regne de Montsó.
Amb una població de 9407 habitants (cens del 2011), Binèfar s'erigeix com un dels escassos municipis aragonesos que incrementen anualment la seva població, així com cal destacar-ne l'espectacular salt que va tenir el segle anterior, pel fet que passà dels 2141 habitants de principis del segle xx als 8136 de 1999. La gran immigració contribueix a aquest ascens demogràfic.
Alcort és una pedania de Binèfar actualment despoblada.

## Història
És una de les dues úniques poblacions que trobem a la Llitera de parla castellana. Va pertànyer durant segles a Catalunya. Al segle xii el rei Alfons el Cast va fixar els límits de Catalunya al riu Cinca. I així va ser fins a l'edat mitjana, època en la qual Jaume el Just (fill de Pere II el Gran) va cedir els territoris de la Franja de Ponent a l'Aragó, tot i les protestes dels pobles d'aquests territoris, que se sentien catalans. Malgrat el canvi en l'administració la gent de la Franja va continuar parlant català. Durant la Guerra dels Segadors, la comarca va ser l'escenari d'enfrontaments entre tropes castellanes i franceses. La política de terra cremada del general de les tropes franco-catalanes, Philippe de La Mothe, va portar a la zona de Binèfar juntament amb altres pobles com Esplucs, Montsó, Albalat de Cinca, etc. a patir una forta despoblació durant 10 anys, fins que va ser repoblada l'any 1652 amb aragonesos de la dreta del Cinca. Al començament de la Guerra de Successió (1707) les fronteres del Principat de Catalunya es tornen a situar al Cinca a canvi de pagar a Aragó 200.000 escuts. Però la pèrdua de la guerra va fer que la nova Administració borbònica integrés gairebé tota la Llitera al nou Corregiment de Barbastre. L'administració aragonesa va iniciar un ràpid procés de repoblament a tota la zona amb gent de l'Alt Aragó. Va ocórrer llavors una ràpida castellanització de la zona i la realitat ètnica va deixar de ser la catalana. La divisió provincial espanyola del 1833 va integrar la Llitera dins la província d'Osca, seguint uns criteris basats en la frontera-desert creada per la Guerra dels Segadors al segle xvii.
És vila des de 1785. Durant el segle xix arriba el ferrocarril a Binèfar i el 1906 Alfons XIII d'Espanya va inaugurar el Canal d'Aragó i Catalunya, ambdós pilars del desenvolupament econòmic i social del segle xx.
Durant la Guerra Civil (1936-1939) es va construir una de les col·lectivitats més importants d'Aragó, tot i que no va arribar a consolidar-se. El 1970 es va inaugurar el Sindicat Central de Regadius per part de Joan Carles de Borbó.
En l'actualitat, Binèfar destaca com un centre comercial i de serveis de La Llitera, amb una important activitat agrícola (cereals, plantes farratgeres, fruites i hortalisses), ramaderia (ramats ovins, bovins i porcins) i industrial (agroalimentàries, mecàniques, tèxtils i de materials de la construcció). La llotja agropecuària serveix de referència a la resta de llotges del mercat espanyol.
Actualment Binèfar no es considera part de la Franja de Ponent, ja que hi ha una població clarament castellanoparlant i la llengua catalana no hi és present a cap nivell.

## Economia
Binèfar es pot considerar un dels municipis amb més relació quant a producció i projecció estatal i internacional respecte a la seva població. La Llotja Agropecuària de Binèfar és la llotja més important d'Espanya i referent europeu pel que fa a bestiar boví. Acull la Cooperativa Joaquín Costa, l'escorxador FRIBIN, la cooperativa agropecuària Agropienso i moltes altres empreses de primer nivell.
L'obra del Canal d'Aragó i Catalunya (acabada el 1906) va permetre la transformació agrícola del territori. A més, la seva seu és a Binèfar.

## Política

### Llista dels últims alcaldes de Binèfar
| Període   | Alcalde               | Partit     |  |
| --------- | --------------------- | ---------- |  |
| 1979-1983 | Francisco Pina Cuenca | PSOE-Aragó |  |
| 1983-1987 | Miguel Ángel Franc    | PSOE-Aragó |  |
| 1987-1991 | Miguel Ángel Franc    | PSOE-Aragó |  |
| 1991-1995 | Miguel Ángel Franc    | PSOE-Aragó |  |
| 1995-1999 | Manuel Lana Gombau    | PSOE-Aragó |  |
| 1999-2003 | Manuel Lana Gombau    | PSOE-Aragó |  |
| 2003-2007 | Manuel Lana Gombau    | PSOE-Aragó |  |
| 2007-2011 | Manuel Lana Gombau    | PSOE-Aragó |  |
| 2011-2015 | Agustín Aquilué Frago | PP d'Aragó |  |

### Resultats electorals
| Eleccions municipals |      |      |      |      |      |      |      |      |      |      |
| Partit               | 1987 | 1991 | 1995 | 1999 | 2003 | 2007 | 2011 | 2015 | 2019 | 2023 |
| PP d'Aragó           |      | 3    | 5    | 5    | 5    | 4    | 5    | 5    | 3    |      |
| PSOE-Aragó           | 5    | 6    | 6    | 6    | 6    | 6    | 5    | 4    | 6    |      |
| PAR                  | 4    | 2    | 1    | 1    | 1    | 2    | 3    | 1    | -    |      |
| CHA                  |      | -    | -    | 1    | 1    | 1    | -    | -    | -    |      |
| IUA* CAMBIAR*        | 1    | 1    | 1    | -    |      | -    | -    | 3    | 1    |      |
| CDS                  | 3    | 1    |      |      |      |      |      |      |      |      |
| Altres               | -    | -    | -    | -    | -    | -    | -    | -    | 3    |      |
| Total                | 13   | 13   | 13   | 13   | 13   | 13   | 13   | 13   | 13   | 13   |

## Patrimoni artístic

### Arqueologia
Han estat diverses les restes arqueològiques recuperades a les proximitats de Binèfar. Totes elles ens acosten als primers pobladors d'aquesta zona. Potser s'ha de destacar l'assentament de La Vispesa —centre de romanització de la zona ilergeta occidental—, en què, a principis del segle xx, R. Donoso va trobar un fragment d'una estela ibèrica —de tipus funerari— feta de gres (1,44 metres d'altura), que actualment es troba al museu d'Osca.

### Arquitectura religiosa
- L'Església de Sant Pere: gòtica del segle xvi, amb portalada flamígera i de tres naus. Segons la tradició, tenia un retaule gòtic obra de Damià Forment, que es tancava en dues portes, i a Felip II de Castella el 1585 li va impressionar tant que va ordenar desmuntar-les i portar-les al monestir de l'Escorial.
- L'ermita de Sant Quílez (1888).
- L'ermita de Nostra Senyora del Romeral (1955).

### Arquitectura civil
El nucli antic conserva algunes cases de certa antiguitat com la Casa Ruata, la Casa Corzán, la Casa de Cultura (d'estil renaixentista, s. XVI), etc. També hi ha el Canal d'Aragó i Catalunya.

## Cultura
El món cultural de Binèfar es veu promogut amb programes estables de caràcter anual per part de l'ajuntament: el Circuit de Teatre Infantil, el Teatre d'Adults, espectacles de música i dansa, folklore, concursos, el Pòrtic Cultural (preliminars de festes), activitats literàries, Diverbiner... A més, compta amb diversos serveis i equipaments culturals: biblioteca pública, escola de música i dansa —on també s'imparteix folklore, un taller d'arts i un centre cultural i juvenil.
Els Titiriteros de Binéfar és la formació cultural més important, i va rebre el 2010 el I Premi Nacional de Teatre per la Infantesa i la Joventut.

## Festes locals
- Sant Crist dels Miracles (festa major): del 14 al 17 de setembre.
- Sant Quílez: el dilluns de Pasqua, pujada a la serra de Sant Quílez.
- Verge del Romeral: primer diumenge de maig (des de 1690).

## Gastronomia
Teodoro Bardají va recollir els ingredients del recau i, sota la denominació de Recao de Binèfar, fa ús de la morigeració, per la falta de recursos més substanciosos que van condicionar la seva creació en els fogons populars d'Osca, prescindint dels pecats de la carn en qualsevol de les seves manifestacions. El conjunt es manté només entre vegetals, tot i que amb representació de suficients espècies per presentar una dieta força completa d'hidrats de carboni i diverses vitamines. També es poden anomenar recau als plats més coneguts de la vila de Binèfar.

## Imatges

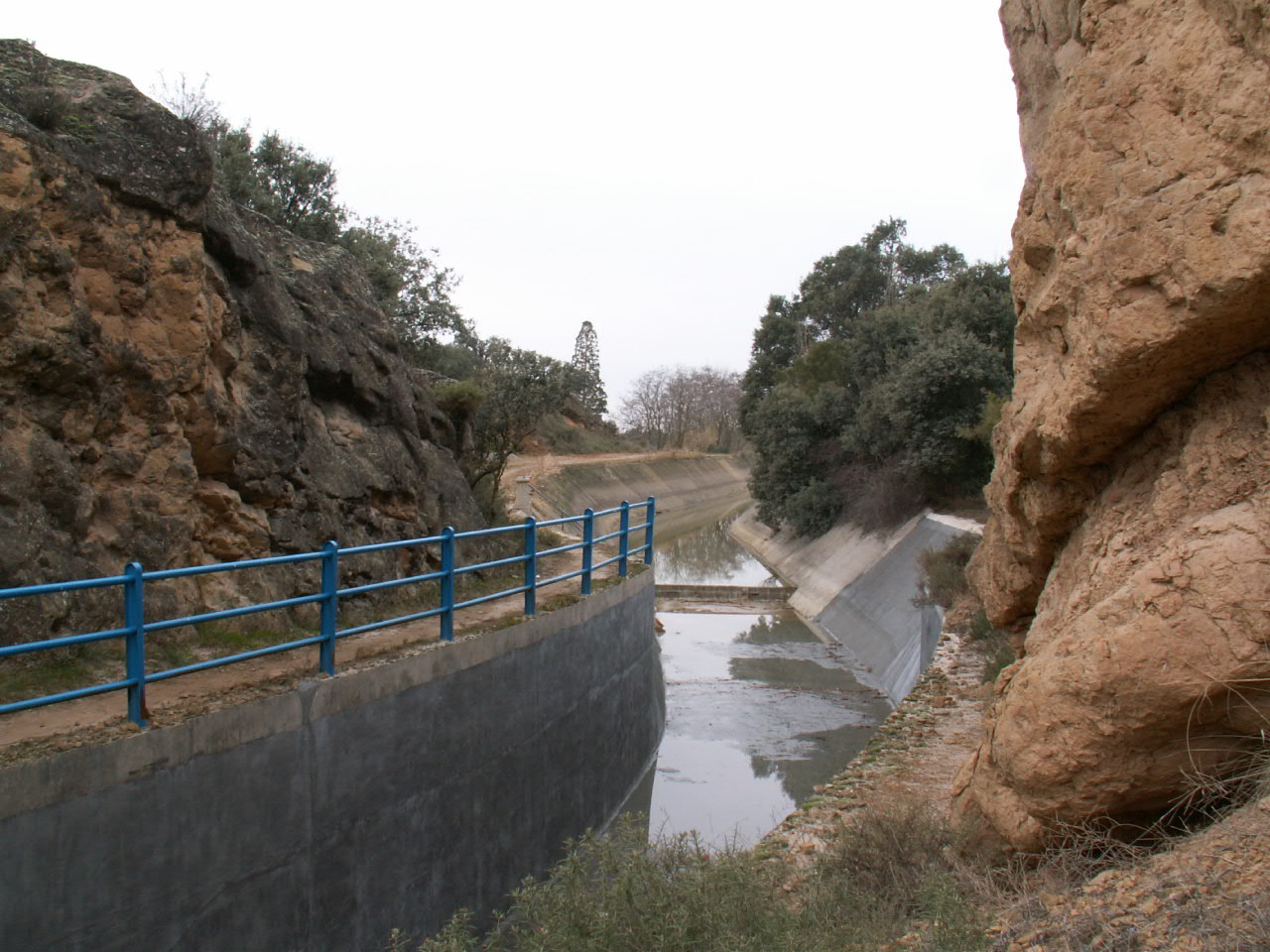
Canal d'Aragó i Catalunya, Binèfar
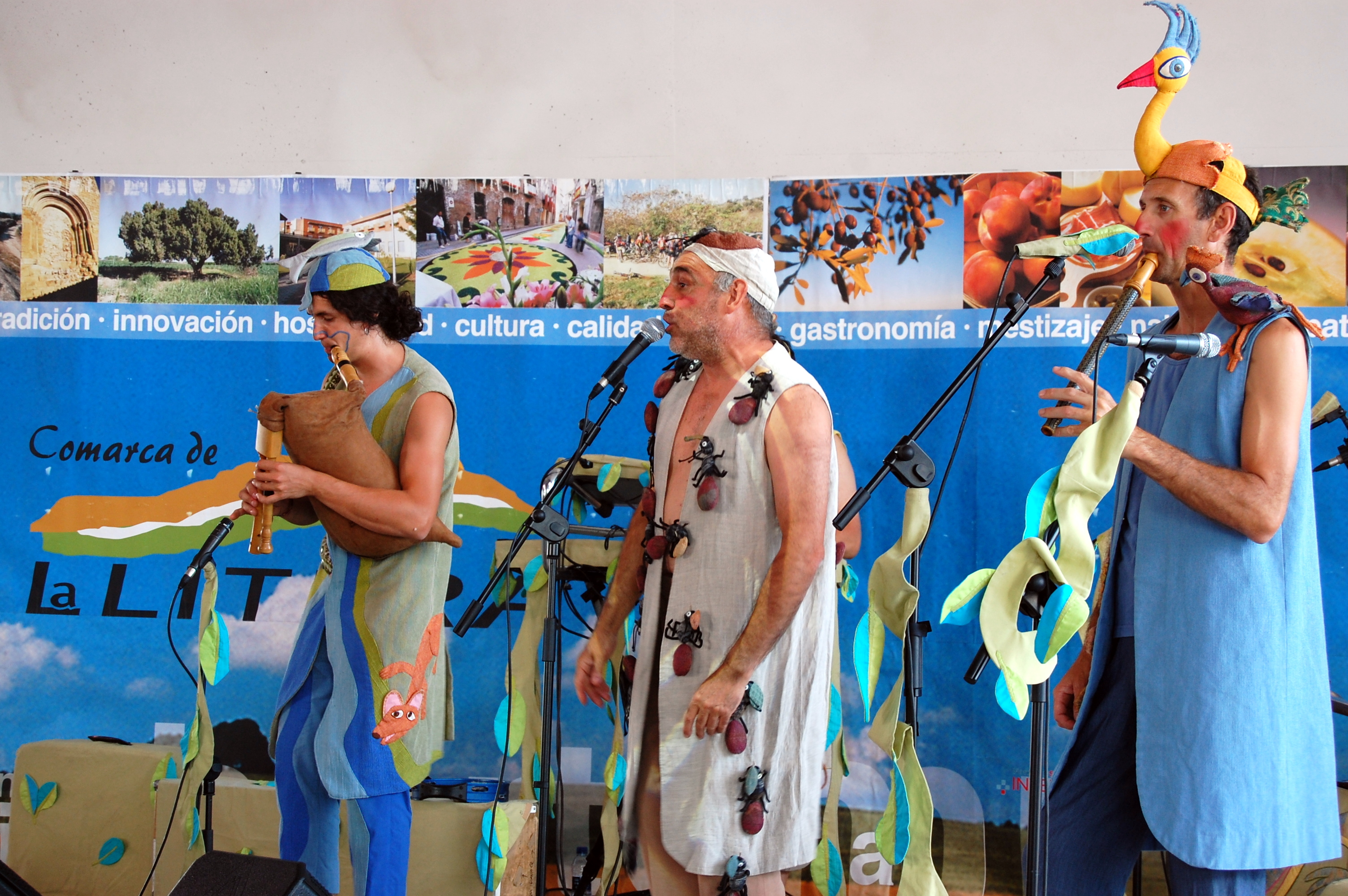
Els titiriteros de Binéfar
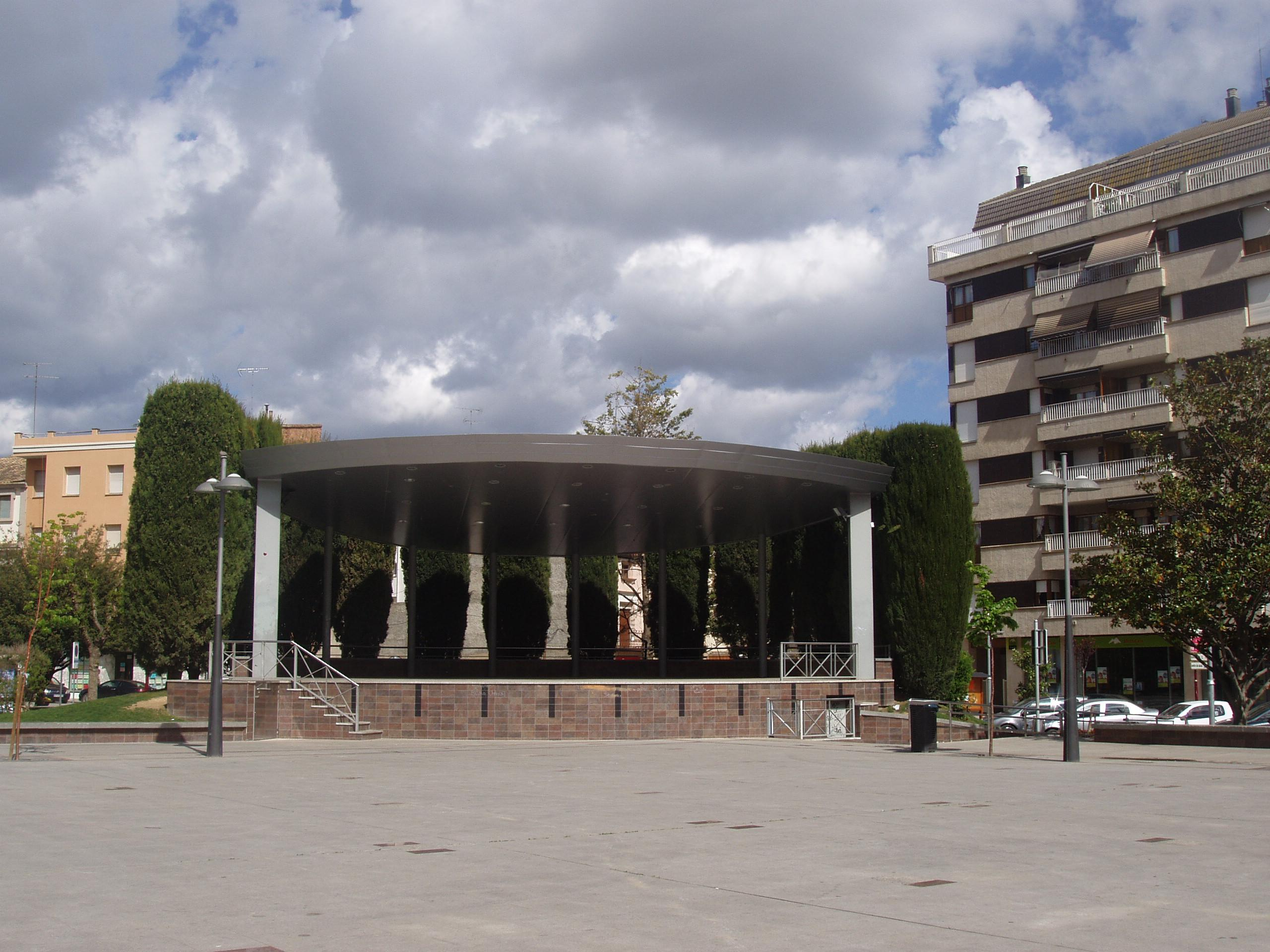
Templet de Binèfar

## Agermanament
- Portet-sur-Garonne, França